# Nodiscala spongiosa
Nodiscala spongiosa är en snäckart som först beskrevs av Carpenter 1864.  Nodiscala spongiosa ingår i släktet Nodiscala och familjen vindeltrappsnäckor. Inga underarter finns listade i Catalogue of Life.